# Кавус
Кавус — претендент на титул царя царей (шахиншаха) Ирана в 531–532/533 годах из династии Сасанидов. Старший сын Кавада I. При жизни своего отца был назначен наместником Табаристана с титулом шаха Падашваргара (падашваргар-шах).

## Биография

### Отстранение от престола
Кавус был сыном Кавада, вероятно, от той его жены и сестры, которая помогла ему спастись бегством из «Замка забвения». Он родился ещё в первый период правления Кавада, и его воспитание шах доверил мазданитам, приверженцем которых стал Кавус. Поэтому маздакиты держали его сторону.
После смерти Кавада I в 531 году в государстве Сасанидов сложилась ситуация, когда на престол стали претендовать два его сына: старший — Кавус и младший — Хосров. Главным претендентом на престол считался Кавус. На его стороне была политическая традиция, согласно которой престол после смерти монарха отходил его старшему сыну. Об этом прямо говорит Прокопий Кесарийский: «Из детей закон призывал на царство старшего, Каоса (Кавуса), по причине возраста». В пользу Кавуса были и иные обстоятельства. Вероятно, он был сыном сестры и жены царя. Когда Кавад стоял у власти, эта женщина по крайней мере номинально занимала высокое положение и пользовалась большими почестями. Византийское посольство, направленное в Персию в самом конце правления Кавада, везло подарки ему и царице — его сестре. Возможно, не были забыты и прежние заслуги царицы, прежде всего — её роль в вызволении Кавада из темницы.
Сыграли роль и личные качества Кавуса. В источниках он предстаёт в основном как воитель. Когда Кавад послал его в Табаристан, Кавус проявил себя как выдающийся военачальник и стратег. Местная традиция, донесённая до нас в труде Мараши, представляет его как человека храброго и достойного. Но Кавус был неугоден отцу. Прокопий Кесарийский, от которого мы узнаём об этом, считает такое отношение Кавада к сыну пренебрежением и к природе, и к законным установлениям. Но причина этого в источниках не называется и едва ли уже сможет быть раскрыта. Некоторые исследователи считают, что такое пренебрежение отца к Кавусу объясняется тем, что последний продолжал поддерживать движение маздакитов, даже когда сам Кавад и его младший сын Хосров отошли от него и казнили главарей этого движения. Другие объясняют это простой любовью Кавада к своей младшей жене и её сыну Хосрову. Прокопий Кесарийский сообщает, что Кавад «любил Хосрова сверх всякой меры». Аналогичные сведения сообщает и персидская традиция. Балами пишет, что Хосров был для Кавада любимее и дороже прочих сыновей. Перед смертью Кавад, по совету своего самого ближайшего советника на последних годах своей жизни Мехбуда (Прокопий называет его Меводом), составил завещание, в котором объявлял своим преемником Хосрова I. Для Кавуса, видимо, подобная ситуация оказалась полной неожиданностью. Прокопий Кесарийский передаёт это так:

«После того, как были совершены все полагающиеся по обычаю погребальные обряды, Каос, опираясь на существующий у персов закон, пытался занять царский престол, но Мевод помешал ему в этом, говоря, что никто не должен вступать на престол самовольно, но только по избранию знатных персов. Каос предоставил решение этого дела лицам, облеченным должностью, предполагая, что с этой стороны ему не будет никаких препятствий. Когда все знатные персы собрались для решения этого вопроса, Мевод прочитал письмо, где Кавад выражал свою волю относительно Хосрова; тогда все присутствующие, вспомнив о высоких достоинствах Кавада, тотчас объявили царём персов Хосрова».

### Борьба за престол
Однако сложившаяся ситуация оставалась неоднозначной, поскольку на политической сцене оставался Кавус. Не получив поддержки знати в столице, он укрепился в Табаристане, где стояли верные ему войска. О дальнейшем развитии событий мы знаем из традиции Ибн Исфандияра. Согласно ей, хакан тюрков, узнав о смерти Кавада, двинул свои войска на владения Сасанидов и подошёл к Амударье. Хосров написал Кавусу, что собирает войско из арабов и персов и предложил встретиться в Хорасане для совместной борьбы с противником. Однако Кавус, собрав войска Табаристана, выступил против тюрков один и вскоре нанёс им сокрушительное поражение, захватив богатую добычу. В результате этой победы под властью Кавуса оказался Хорезм, править которым он назначил своего родственника по имени Хошанг. Вслед за этим Кавус двинулся дальше и взял Газну. Указанная география помогает определить смысл происходивших событий. Судя по пути движения войск Кавуса (Хорезм, Газна), его противниками были эфталиты, которых источники в данном случае именуют тюрками. Кавад, находясь в трудных условиях после поражения и гибели Пероза, смог обеспечить мир и заручиться покровительством эфталитов, но это, вероятно, считалось привилегией, пожалованной лично ему. После смерти Кавада Сасанидская держава снова стала для эфталитов врагом, чем, видимо, и объясняется их нападение. Отразив на границе нападение противника, Кавус перенёс боевые действия на его территорию. Военные действия против эфталитов вылились, таким образом, в широкомасштабный поход. Маловероятно, чтобы кампания, о которой идёт речь, началась в сентябре 531 года, когда умер Кавад, и завершилась до наступления зимы. Скорее всего, Кавус осенью 531 года успешно отразил наступление эфталитов и, может быть, подчинил себе Хорезм, а его поход в глубь территории противника состоялся уже в следующем году и завершился, может быть, летом.[стиль]
Как и Хорезм, другие территории, занятые войсками Кавуса, стали его владениями. Согласно традиции Ибн Исфандияра, Кавус назначал собственных наместников и отправлял в Табаристан дань Туркестана и Хиндустана (Северная Индия). Фактически существовали два государства — одно во главе с Хосровом, другое — с Кавусом. Известны даже монеты, отчеканенные Кавусом. Вернувшись в Табаристан, Кавус послал Хосрову некоторые трофеи в качестве даров, а также послание, содержание которого передаётся в источниках следующим образом: «Ты младше меня на несколько лет. Ты знаешь, что я без твоего содействия и помощи разбил хакана и стал взимать дань с тюрков и индийцев. Не по закону, чтобы ты владел короной, а я следовал за тобой. Отдай мне трон, право носить корону и казну отца, и я выделю тебе область, сколь угодно большую, и царство сколь угодно совершенное — как ты сам пожелаешь». Хосров категорически отверг требования Кавуса. В традиции Ибн Исфандияра приводится текст, называемый ответом Хосрова. Даже поверхностного взгляда на него достаточно, чтобы понять, что[стиль] он был коренным образом переработан в исламское время. Но начало его, возможно, точно передаёт позицию Хосрова: «Да будет известно, что [мои] верховная власть и превосходство связаны с доблестью и способностью править, а не с юностью и положением младшего. Это дело владыки мира (имеется в виду Кавад): власть над страной он даёт тому, кому пожелает». Кавус ссылается на старшинство, дающее ему право на трон, Хосров — на предсмертную волю Кавада. Поскольку объектом противостояния была царская власть, примирением закончиться дело уже не могло[стиль]. Получив ответ Хосрова, Кавус собрал войска Табаристана и двинулся на Ктесифон. Исходя из приведённых выше хронологических расчётов, можно отнести этот поход к середине 532 года, хотя это могло произойти и в следующем году. Силы Кавуса были, видимо, потрёпаны войной с эфталитами. Кавус проиграл решающее сражение, попал в плен и вскоре был казнён по приказу Хосрова. После гибели Кавуса Хосров остался единоличным обладателем трона.
От имени Бава, старшего сына Кавуса, получила своё наименование династия Бавандидов, правившая Табаристаном.